# Global Elders
 Der er for få eller ingen kildehenvisninger i denne artikel, hvilket er et problem. Du kan hjælpe ved at angive troværdige kilder til de påstande, som fremføres i artiklen.

Global Elders eller The Elders er en gruppe offentlige personer, der er kendt som ældre statsmænd, fredsaktivister eller forkæmpere for menneskerettighederne. Gruppens formål er at bruge "næsten 1.000 års fælles erfaring" til at finde løsninger på tilsyneladende uoverkommelige globale problemer som klimaændringer, HIV/AIDS og fattigdom, og at "bruge deres politiske uafhængighed til at løse nogle af verdens mest umedgørlige konflikter." 
Gruppen ledes af ærkebiskop Desmond Tutu og består for tiden af 12 personer. Dens første mission går til Sudan i september-oktober 2007 for at forsøge at stifte fred i Darfur.
Stifter af gruppen var Richard Branson og musikeren og menneskeretsaktivisten Peter Gabriel sammen med den tidligere apartheid-modstander og præsident i Sydafrika Nelson Mandela. Global Elders sponsoreres af en støttegruppe, som hjalp med at indsamle 18 millioner US $ til gruppen i løbet af de sidste tre år. Nelson Mandela offentliggjorde gruppens dannelse i Johannesburg på sin 89-års fødselsdag den 18. juli 2007.
Til stede ved offentliggørelsen var foruden Mandela:
- Graça Machel – Mandelas hustru og aktivist fra Mozambique
- Kofi Annan – tidligere generalsekretær for Forenede Nationer
- Mary Robinson – tidligere præsident for Irland
- Desmond Tutu – ærkebiskop og modtager af Nobels fredspris
- Jimmy Carter – tidligere præsident for USA
- Muhammad Yunus – grundlægger af Grameen Bank og mikrokredit-pioner
- Li Zhaoxing – tidligere udenrigsminister for Kina

Ved ceremonien var en tom stol stillet frem på scenen for at symbolisere fraværet af Aung San Suu Kyi, menneskerettighedsaktivist og modtager af Nobels fredspris, som er politisk fange i Burma. Andre medlemmer, som ikke var til stede ved offentliggørelsen, er:
- Ela Bhatt – indisk fagforeningsleder og grundlægger af SEWA
- Gro Harlem Brundtland – tidligere statsminister i Norge
- Lakhdar Brahimi – tidligere ambassadør for Algeriet og udsending til Forenede Nationer
- Fernando Henrique Cardoso – tidligere præsident for Brasilien .